# Prats-de-Mollo-la-Preste
Prats-de-Mollo-la-Preste (in catalano: Prats de Molló i la Presta) è un comune francese di 1.150 abitanti situato nel dipartimento dei Pirenei Orientali nella regione dell'Occitania.

## Geografia fisica
Prats-de-Mollo-la-Preste è il comune più esteso del dipartimento e uno dei più grandi della Francia, con 14.509 ettari di superficie. Prima il territorio era ancora più esteso, giacché nel 1862 si separarono 2.518 ettari per formare il comune di Le Tech. L'insieme del territorio è molto montano ed è scavato dal fiume Tech, la cui fonte si trova a 2.300 metri d'altitudine, ai piedi della Roca Colom, picco situato nel limite occidentale del municipio. Le montagne s'innalzano a sud (frontiera con la Spagna) sino al picco di Costabona e al nord (limite con la comarca del Conflent) fino al picco de Sethomes e al puig de Rojà, non lontano dal Canigou.
La valle di Prats comprende un certo numero di luoghi che furono, in altri periodi, paesi o villaggi. Alcuni di questi conservano una chiesa e qualche abitante. Tra di loro spicca La Preste che, grazie alle sue fonti termali, si è sviluppato considerevolmente a partire dal XIX secolo.
Il comune di Prats-de-Mollo-la-Preste confina con Lamanère, Serralongue e Le Tech nel cantone di Prats-de-Mollo-la-Preste, Mantet e Py nel cantone d'Olette, Casteil nel cantone di Prades, Setcases e Camprodon in Catalogna (Spagna).

## Società

### Evoluzione demografica
Abitanti censiti